# Tillandsia macrochlamys
Tillandsia macrochlamys es una especie de planta epífita dentro del género  Tillandsia, perteneciente a la  familia de las bromeliáceas. Es originaria de México.

## Taxonomía
Tillandsia macrochlamys fue descrita por John Gilbert Baker y publicado en Journal of Botany, British and Foreign 26: 142. 1888.
Etimología
Tillandsia: nombre genérico que fue nombrado por Carlos Linneo en 1738 en honor al médico y botánico finlandés Dr. Elias Tillandz (originalmente Tillander) (1640-1693).
macrochlamys: epíteto latíno 